# Морський полк

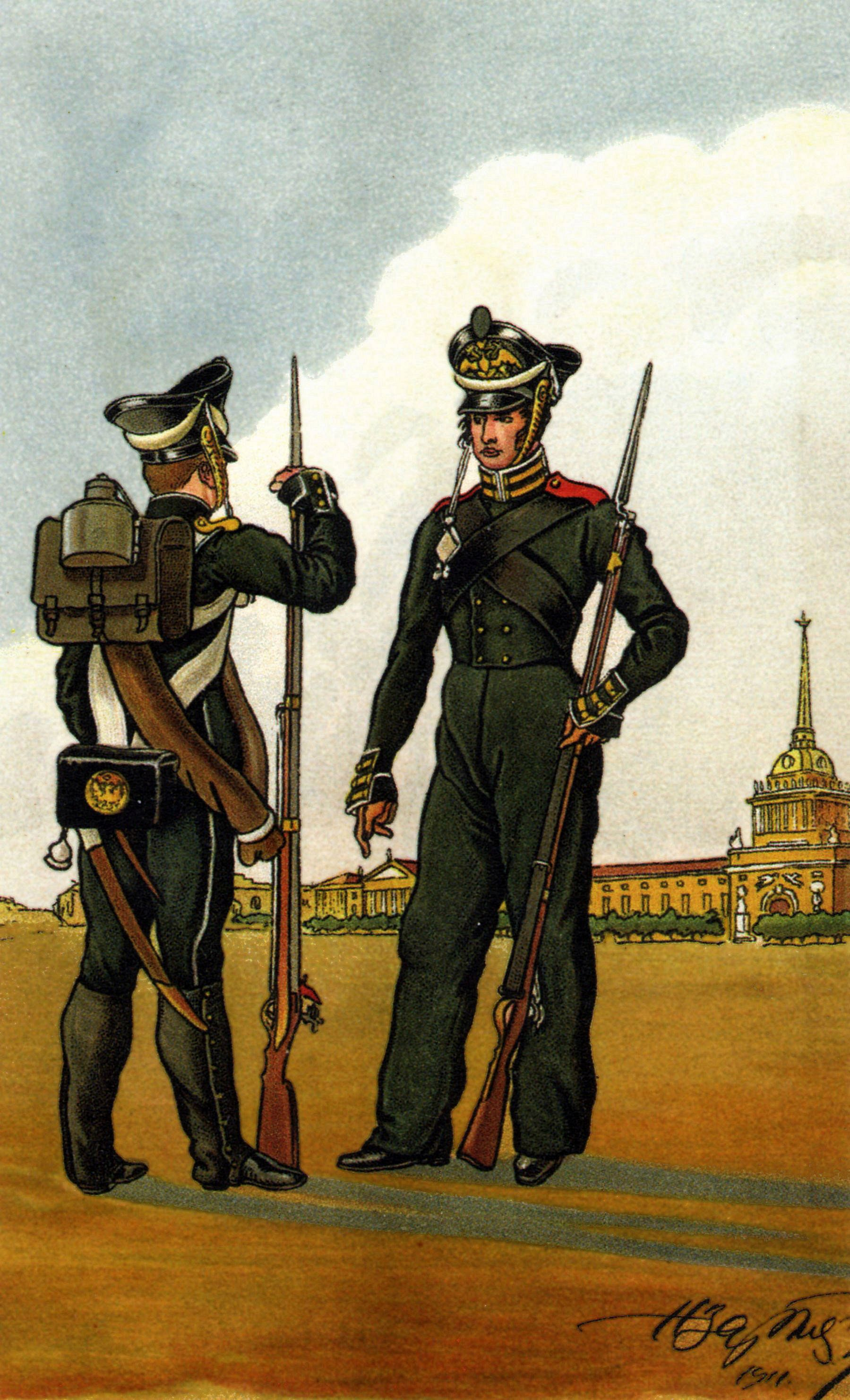
Фузилер 3-го Морського полку (зимова форма; ліворуч) і матрос Гвардійського екіпажу (зимова форма), з серії «Російська армія в 1812 році».

Морські полки — частини морської піхоти, що існували на Російському імперському флоті з 1803 по 1811 роки, а після в Російській імперській армії з 1811 по 1833 рік.

## Історія

### Передісторія
У 1720 році з команд, комплектувавшихся для портової і корабельної служби і для поповнення суднових екіпажів, були складені особливі морські солдатські команди, розділені на роти, зараховані до різних судів і несли, крім того, службу в Санкт-Петербурзькому і Кронштадтському Адміралтейство. 7 червня 1733 року із цих команд були сформовані два трьохбатальйонні морські полки (всього 12 рот). Ці полки в 1734 році розписані по судах ескадри, були послані на допомогу військам Мініха, та брали участь в облозі Данцига.
У 1757 році з морських полків були складені: адміралтейський батальйон, корабельні і галерні команди. Але такий порядок протримався лише до 1764 року, з цих частин коли було сформовано чотири морських батальйони. В Семирічну війну морські батальйони брали участь в облозі Мемеля, в складі десанту при взятті його 24 червня 1757 року і брали участь в облозі Кольберга в 1760—1761 роках.
Потім морські батальйони були на судах ескадри адмірала Г. А. Спірідова під час його експедиції в Середземному морі в 1769—1770 років і виявили особливу мужність при штурмі фортеці Наварин 10 квітня 1770 року, будучи в складі десантних колон під командою генерал-майора князя Ю. В. Долгорукова. Далі морські батальйони, перебуваючи на судах ескадри, взяли участь в Чесменський битві 24 червня 1770 року.
У 1777 році кожен з 4 морських батальйонів був розгорнутий в два окремих батальйони (загальним числом 8), до яких в 1797 році було додано ще один.

### Формування
29 квітня 1803 року з морських батальйонів Балтійського і Чорноморського флотів були сформовані чотири морських полки:
- 1-й Морський полк (шеф генерал-майор Ширков Павло Семенович) — з 4-го, 5-го і 6-го батальйонів Балтійського флоту;
- 2-й Морський полк (шеф генерал-майор Герценберг Данило Іванович) — з 3-го, 8-го та 9-го батальйонів Балтійського флоту;
- 3-й Морський полк (шеф генерал-майор Гінкуль Олексій Степанович) — з 1-го, 2-го і 7-го батальйонів Балтійського флоту;
- 4-й Морський полк (шеф генерал-майор Говоров Іван Петрович) — з трьох батальйонів Чорноморського флоту.

У 1811 році 1-й і 2-й полки склали 1-шу бригаду новосформованої 25-ї піхотної дивізії, яка входила до складу Фінляндського корпусу . 3-й полк разом з Воронезьким піхотним полком — 2-гу бригаду тієї ж дивізії . Артилерію морських полків передали в 25-у артилерійську бригаду.

### Участь в бойових діях
Морські полки в Війні четвертої коаліції (1805) брали участь в десантних операціях загону графа П. О. Толстого, який зайняв потім Ганновер. Після Аустерлицької битви частина морських полків (по одному батальйону від кожного полку) була розписана до суден ескадри адмірала Сенявіна, діяла в 1806 році в Середземному морі, бравши участь в морському бою при Афонській горі і в занятті островів Тенедос і Лемнос. Цей зведений морської полк був названий 2-м морським полком, а два батальйони 2-го морського полку, які залишилися в Кронштадті, були приписані по одному до 1-го і 3-го полку.
У 1812 році, з початком франко-російської війни, 1-а і 2-а бригади 25-ї піхотної дивізії вирушили пішим порядком на з'єднання з 1-м Окремим піхотним корпусом генерала П. Х. Вітгенштейна. 2-й Морський полк залишався в Новгороді, а 3-й Морський полк — в Санкт-Петербурзі, де на їх базі навчали ополченців. 2-й Морський полк приєднався до своєї бригаді лише в грудні 1812.
У 1813 році полки 25-ї дивізії брали участь в облозі Данцига в складі 4-го піхотного корпусу генерала Левіза Федора Федоровича.
4-й Морський полк в 1811—1813 роках брав участь у бойових діях на кораблях Чорноморського флоту.
Після Закордонних походів 1813 і 1814 років 1-й і 3-й Морські полки були розквартировані в Царстві Польському і при приборканні польського повстання в 1831 року брали участь в боях при Остроленці і Грохові, де особливо відзначився 3-й морський полк під командуванням полковника Н. Я. Сафонова. Під час штурму Варшави морські полки були в складі 1-го корпусу, що брав приступом укріплення Волі, де знову особливо відзначився 3-й морський полк, який отримав за штурм Варшави Георгіївський прапор з написом: «За взяття приступом Варшави 25 і 26 серпня 1831 р.».

### Розформування
У 1833 році при розформування були приєднані:
- 2-й батальйон 2-го, 2-й і 3-й батальйони 4-го Морського полку — до Лібавського піхотного полку.
- 1-й і 3-й батальйони 2-го і 1-й батальйон 4-го Морського полку — до Софійського піхотному полку.
- 1-й і 3-й батальйони 1-го і 1-й батальйон 3-го Морського полку — до Невського піхотному полку.
- 2-й батальйон 1-го і 2-й і 3-й батальйони 3-го Морського полку — до Калузького піхотному полку.

Старшинство і відзнаки були збережені:
- 1-го і 3-го Морських полків — в 92-му Печорському піхотному полку і 89-му Біломорському піхотному полку
- 2-го і 4-го Морських полків — в 90-му Онезькому піхотному полку і 102-му В'ятському піхотному полку

## Організація
Морські полки створювалися по штатам армійських мушкетерських полків, однак були наділені гренадерськими привілеями: особливим барабанним боєм і правом комплектування досвідченими вояками з піхотних полків. Кожен полк складався з трьох четирехротних батальйонів. Одна рота в кожному батальйоні була гренадерською і складалася з гренадерського, стрілецького і трьох фузилерних взводів.

## Командири полків

### 1-й морський полк
- 21.09.1803 — 21.03.1804 — полковник Невіровський Дмитро Петрович
- 20.03.1805 — 20.12.1806 — полковник Палібін Петро Гнатович
- 15.01.1807 — 22.01.1810 — полковник Пейкер Олександр Еммануїлович
- 21.04.1810 — 05.10.1811 — підполковник (з 23.06.1811 — полковник) Криштафович Єгор Костянтинович
- 26.10.1811 — 22.06.1815 — підполковник Рашет Еммануїл Якович
- 22.06.1815 — 09.01.1816 — полковник Попов Олександр Прокопович
- 09.01.1816 — 19.03.1820 — полковник Рашет Еммануїл Якович
- 28.03.1820 — 24.04.1820 — полковник Кромін Павло Євграфович
- 24.04.1820 — 18.10.1821 — підполковник Врангель
- 18.10.1821 — 29.03.1825 — підполковник (з 16.05.1823 — полковник) Веймарн Петро Федорович
- 28.05.1825 -? — полковник фон Вольський Федір Васильович

### 2-й морський полк
- 21.09.1803-14.11.1806 — полковник Буасельє
- 28.07.1811-12.05.1815 — полковник Марін
- 12.05.1815-12.12.1823 — полковник Степанов Павло Васильович
- 12.12.1823-? — полковник Мартинцов
- В 1830 — підполковник Македонський

### 3-й морський полк
- 21.12.1803 — 09.11.1807 — підполковник (з 14.09.1803 полковник) Гамен Олексій Юрійович
- 29.10.1811 — 30.08.1816 — підполковник (з 09.11.1811 полковник) Шевнін Ніл Іванович
- 30.08.1816 — 21.08.1818 — підполковник (з 04.10.1817 полковник) Новіков Павло Іванович
- 21.08.1818 — 16.09.1826 — полковник Бурмейстер Адольф Христофорович
- 16.09.1826 — 14.05.1831 — полковник Сафонов Никифор Якович
- 14.05.1831 — 10.06.1831 — майор Сухінов Симон Іванович (тимчасово)
- 10.06.1831 — 25.08.1831 — полковник Шлотгауер Яків Федорович
- 25.08.1831 — 21.09.1831 — майор Ошеметков Олексій Миколайович (тимчасово)
- 21.09.1831 — 11.12.1831 — підполковник Розенфельдт Вікентій Антонович
- 11.12.1831 — 24.05.1833 — підполковник Меліхов Іван Максимович

### 4-й морський полк
- 29.04.1803-xx.xx.1809 — полковник фон Брімер Адольф Астафійовіч
- Xx.xx.1809 -30.08.1816 — полковник Шевандін Павло Васильович
- 30.08.1816-31.10.1819 — підполковник (з 01.05.1818 полковник) Бахман
- 31.10.1819-14.05.1831 — підполковник (потім полковник) Тимченко-Рубан Іодор Матвійович
- Xx.xx.1831-xx.xx.1832 — підполковник (потім полковник) Самарін

## Однострій

### Франко-російська війна 1812 року
Однострої військовиків морських полків були єгерського зразку, але облямівку мали не червону, а білу. Амуніція та ківери гренадерські, але без султанів. Двобортний мундир з темно-зеленого сукна, того ж типу, що і у піхотних полках.
Погони військовиків 1-го, 2-го та 3-го морських полків несли на собі цифру «25» (номер дивізії в складі якої знаходилися полки) і були: червоні у 1-му полку, білі у 2-му полку, жовті у 3-му полку.
Погони військовиків 4-го морського полку несли на собі цифру «28» (номер дивізії в складі якої знаходився полк) і були темно-зелені з червоною облямівкою.
На жовтих та білих погонах, цифри були з червоного шнуру, на інших з жовтого.
У морських полків зимні панталони були темно-зелені, з білою облямівкою по зовнішньому шву. Літні панталони як і у всіх піших частин білі.
Суконний фуражний капелюх мав темно-зелену тулію та околицю.
Унтер-офіцери відрізнялися від нижніх чинів галунною нашивкою на комірі та обшлагах.
Офіцери мали ж такі ж мундири як і нижні чини, за виключенням того, що замість погонів на плечах розміщувалися еполети. Еполети були кольору відповідного металевого прибору, мали поле кольору відповідному нижнім чинам полка, з такими самими цифрами. Цифри були зроблені зі срібного чи золотого шнура, згідно відповідного прибору. Обер- та штаб-офіцерів можливо було відрізнити за наявністю бахроми на еполетах. Чини обер-офіцерів розрізнялися по комбінації кольорів на горжетах. Офіцери поза строєм одягали темно-зелені сюртуки та панталони.

## Прапори
Кожен полк мав прапори зразку 1803 року, надані у тому ж році. У кожному з полків один прапор був білий, а у інших п'яти кольорових був світло-синій хрест, та білі кути. Древко прапорів були чорні.

## Нагороди
Як сформовані на гренадерському положенні полки мали особливий барабанний бій («гренадерський бій»).

## Інші частини з такою назвою
У 1916 році були сформовані вісім Морських полків двобатальйонного складу кожен, зведених в Окрему Балтійську (1-й та 4-й морські полки) і Окрему Чорноморську (6 -й та 8-й морські полки) морські дивізії.